# Хризостом (Анагностопулос)
Митрополит Хризостом (греч. Μητροπολίτης Χρυσόστομος, в миру Панайотис Анагностопулос, греч. Παναγιώτης Αναγνωστόπουλος, также Лавриотис, греч. Λαυριώτης; род. 1933, Сере) — иерарх Константинопольской православной церкви; титулярный митрополит (до 2023 епископ) Родостольский.

## Биография
Родился в 1933 года в городе Сере, в Центральной Македонии, в Греции.
В 1950 году был пострижен в монашество на Афоне, а в 1955 году окончил «Афониад» в административном центре Афона Карье. Был в должности секретаря Кинота Святой Горы.
С 1958 года обучался в Халкинской богословской школе, которую окончил в 1962 году.
В 1960 году ректором Афониада митрополитом Милитупольским Нафанаилом (Дикеосом) в кафоликоне Великой Лавры хиротонисан во иеродиакона и в 1965 году — во иеромонаха.
22 апреля 1978 года состоялось его рукоположение в сан епископа Родостольского. До 1992 года в качестве ректора возглавлял «Афониад» . В настоящее время проживает в конаке Великой Лавры в Карье. 10 января 2023 года возведён в сан титулярного митрополита без изменения титула.